# Le Chevalier de Gaby
Pour plus de détails, voir Fiche technique et Distribution.
Le Chevalier de Gaby est un film français réalisé par Charles Burguet, sorti en 1920.

## Synopsis
Gaby est fille de salle dans une auberge et rêve d'être défendue un jour par un beau chevalier. La réalité la rattrape lorsque, brutalisée par un ivrogne, elle est défendue par Gaston Mériel. Elle le soigne, mais ne s'aperçoit pas qu'il est en train de tomber amoureux d'elle et lui préfère son frère. Gaston s'effacera pour faire leur bonheur.

## Fiche technique
- Titre original : Le Chevalier de Gaby
- Réalisation : Charles Burguet
- Scénario : Gaston Modot
- Photographie : Georges Raulet
- Production : Serge Sandberg
- Société de production : Les Films Louis Nalpas
- Société de distribution : Union-Eclair-Location
- Pays de production :  France
- Langue originale : français
- Format : Noir et blanc  — 35 mm — 1,33:1 — Film muet
- Genre : drame
- Durée : 5 bobines
- Dates de sortie : 
  - France : 14 mai 1920

## Distribution
- Gaby Morlay : Gaby
- Gaston Modot : Gaston Mériel
- Camille Bardou : le truand
- Berthe Jalabert : la tante
- Derviller : Lucien Mériel
- Albert Bras